# Cirsium aggregatum
Cirsium aggregatum là một loài thực vật có hoa trong họ Cúc. Loài này được Ledeb. mô tả khoa học đầu tiên năm 1846.